# Create (SQL)
```
create
 
table
 
Zamdet

```

- створення таблиці з назвою zamdet
```
nazvatovar
 
varchar
(
60
)
 
not
 
null
,

```

nazvatovar - назва таблиці, яку створюємо,  varchar(60)  - символьний тип змінних,  60 - скільки букв можна вписати,  not null - поле не може бути пустим
```
kilkist
 
int
 
not
 
null

```

 kilkist - назва таблиці яку створюємо,  int - числовий тип даних,  not null - поле не може бути пустим.